# Relans
Relans est une commune française située dans le département du Jura, dans la région culturelle et historique de Franche-Comté et la région administrative Bourgogne-Franche-Comté.
Ses habitants se nomment les Relanais et Relanaises.

## Géographie
Relans fait partie de la Bresse jurassienne.

### Climat
Pour des articles plus généraux, voir Climat de la Bourgogne-Franche-Comté et Climat du département du Jura.
En 2010, le climat de la commune est de type climat des marges montargnardes, selon une étude du Centre national de la recherche scientifique s'appuyant sur une série de données couvrant la période 1971-2000. En 2020, Météo-France publie une typologie des climats de la France métropolitaine dans laquelle la commune est exposée à un climat semi-continental et est dans une zone de transition entre les régions climatiques « Bourgogne, vallée de la Saône » et « Jura ». 
Pour la période 1971-2000, la température annuelle moyenne est de 10,7 °C, avec une amplitude thermique annuelle de 17,3 °C. Le cumul annuel moyen de précipitations est de 1 074 mm, avec 12,2 jours de précipitations en janvier et 8,5 jours en juillet. Pour la période 1991-2020, la température moyenne annuelle observée sur la station météorologique de Météo-France la plus proche, « Lombard », sur la commune de Lombard à 5 km à vol d'oiseau, est de 12,1 °C et le cumul annuel moyen de précipitations est de 1 128,6 mm. 
La température maximale relevée sur cette station est de 39,5 °C, atteinte le 24 juillet 2019 ; la température minimale est de −16,5 °C, atteinte le 5 février 2012,,. 
Les paramètres climatiques de la commune ont été estimés pour le milieu du siècle (2041-2070) selon différents scénarios d'émission de gaz à effet de serre à partir des nouvelles projections climatiques de référence DRIAS-2020. Ils sont consultables sur un site dédié publié par Météo-France en novembre 2022.

## Urbanisme

### Typologie
Au 1er janvier 2024, Relans est catégorisée commune rurale à habitat dispersé, selon la nouvelle grille communale de densité à sept niveaux définie par l'Insee en 2022.
Elle est située hors unité urbaine. Par ailleurs la commune fait partie de l'aire d'attraction de Lons-le-Saunier, dont elle est une commune de la couronne,. Cette aire, qui regroupe 139 communes, est catégorisée dans les aires de 50 000 à moins de 200 000 habitants,.

### Occupation des sols
L'occupation des sols de la commune, telle qu'elle ressort de la base de données européenne d’occupation biophysique des sols Corine Land Cover (CLC), est marquée par l'importance des territoires agricoles (58,7 % en 2018), en diminution par rapport à 1990 (64,5 %). La répartition détaillée en 2018 est la suivante : 
forêts (35,8 %), zones agricoles hétérogènes (29,6 %), terres arables (29,1 %), zones urbanisées (5,5 %). L'évolution de l’occupation des sols de la commune et de ses infrastructures peut être observée sur les différentes représentations cartographiques du territoire : la carte de Cassini (XVIIIe siècle), la carte d'état-major (1820-1866) et les cartes ou photos aériennes de l'IGN pour la période actuelle (1950 à aujourd'hui).

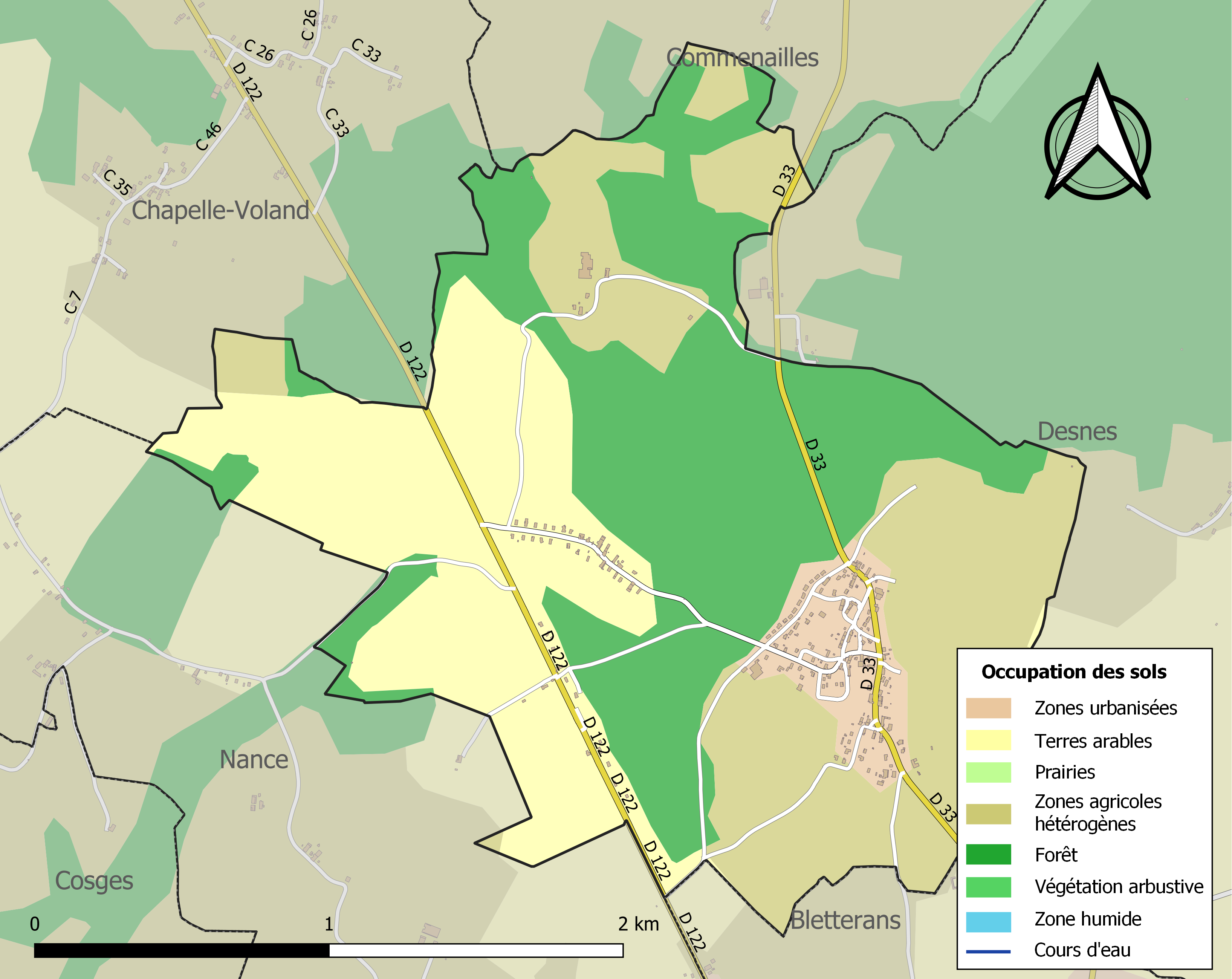
Carte des infrastructures et de l'occupation des sols de la commune en 2018 (CLC).

## Politique et administration

### Tendances politiques et résultats

#### Élections Régionales
Le village de Relans place la liste "Notre Région Par Cœur" menée par Marie-Guite Dufay, présidente sortante (PS) en tête, dès le 1er tour des Élections régionales de 2021 en Bourgogne-Franche-Comté, avec 44,44 % des suffrages. Lors du second tour, les habitants décideront de placer de nouveau la liste de "Notre Région Par Cœur" menée par Marie-Guite Dufay, présidente sortante (PS) en tête, avec cette fois-ci, près de 53,95 % des suffrages. Devant les autres listes menées par Julien Odoul (RN) en seconde position avec 30,26 %, Gilles Platret (LR), troisième avec 9,21 % et en dernière position celle de Denis Thuriot (LaREM) avec 6,58 %. Il est important de souligner une abstention record lors de cette élection qui n'ont pas épargné le village de Relans avec lors du premier tour 72,69 % d'abstention et au second, 71,59 %.

#### Élections Départementales
Le village de Relans faisant partie du Canton de Bletterans place le binôme de Philippe Antoine (LaREM) et Danielle Brulebois (LaREM), en tête, dès le 1er tour des Élections départementales de 2021 dans le Jura, avec 68,57 % des suffrages. Lors du second tour, les habitants décideront de placer de nouveau le binôme de Philippe Antoine (LaREM) et Danielle Brulebois (LaREM), en tête, avec cette fois-ci, près de 76,32 % des suffrages. Devant l'autre binôme menée par Josiane Hoellard (RN) et Michel Seuret (RN) qui obtient 23,68 %. Il est important de souligner une abstention record lors de cette élection qui n'ont pas épargné le village de Relans avec lors du premier tour 72,69 % d'abstention et au second, 71,59 %.

### Liste des maires de Relans
| Période   | Période   | Identité      | Étiquette | Qualité  |
| --------- | --------- | ------------- | --------- | -------- |
| mars 2001 | mars 2014 | Michel Blanc  |           | Retraité |
| mars 2014 | En cours  | Robert Bailly | DVG       |          |

## Démographie
L'évolution du nombre d'habitants est connue à travers les recensements de la population effectués dans la commune depuis 1793. Pour les communes de moins de 10 000 habitants, une enquête de recensement portant sur toute la population est réalisée tous les cinq ans, les populations de référence des années intermédiaires étant quant à elles estimées par interpolation ou extrapolation. Pour la commune, le premier recensement exhaustif entrant dans le cadre du nouveau dispositif a été réalisé en 2004.

En 2022, la commune comptait 348 habitants, en évolution de +2,05 % par rapport à 2016 (Jura : −0,81 %, France hors Mayotte : +2,11 %).
| 1793 | 1800 | 1806 | 1821 | 1831 | 1836 | 1841 | 1846 | 1851 |
| ---- | ---- | ---- | ---- | ---- | ---- | ---- | ---- | ---- |
| 196  | 233  | 232  | 234  | 271  | 271  | 281  | 280  | 282  |

| 1856 | 1861 | 1866 | 1872 | 1876 | 1881 | 1886 | 1891 | 1896 |
| ---- | ---- | ---- | ---- | ---- | ---- | ---- | ---- | ---- |
| 274  | 267  | 259  | 267  | 286  | 282  | 290  | 287  | 291  |

| 1901 | 1906 | 1911 | 1921 | 1926 | 1931 | 1936 | 1946 | 1954 |
| ---- | ---- | ---- | ---- | ---- | ---- | ---- | ---- | ---- |
| 272  | 252  | 250  | 204  | 204  | 192  | 180  | 181  | 157  |

| 1962 | 1968 | 1975 | 1982 | 1990 | 1999 | 2004 | 2006 | 2009 |
| ---- | ---- | ---- | ---- | ---- | ---- | ---- | ---- | ---- |
| 149  | 148  | 167  | 171  | 225  | 248  | 285  | 299  | 342  |

| 2014 | 2019 | 2022 | - | - | - | - | - | - |
| ---- | ---- | ---- | - | - | - | - | - | - |
| 347  | 342  | 348  | - | - | - | - | - | - |

## Lieux et monuments

### Voies
| 11 odonymes recensés à Relans au 7 décembre 2013              | 11 odonymes recensés à Relans au 7 décembre 2013 | 11 odonymes recensés à Relans au 7 décembre 2013 | 11 odonymes recensés à Relans au 7 décembre 2013 | 11 odonymes recensés à Relans au 7 décembre 2013 | 11 odonymes recensés à Relans au 7 décembre 2013 | 11 odonymes recensés à Relans au 7 décembre 2013 | 11 odonymes recensés à Relans au 7 décembre 2013 | 11 odonymes recensés à Relans au 7 décembre 2013 | 11 odonymes recensés à Relans au 7 décembre 2013 | 11 odonymes recensés à Relans au 7 décembre 2013 | 11 odonymes recensés à Relans au 7 décembre 2013 | 11 odonymes recensés à Relans au 7 décembre 2013 | 11 odonymes recensés à Relans au 7 décembre 2013 | 11 odonymes recensés à Relans au 7 décembre 2013 | 11 odonymes recensés à Relans au 7 décembre 2013 |
| Allée                                                         | Avenue                                           | Bld                                              | Chemin                                           | Cour                                             | Impasse                                          | Montée                                           | Passage                                          | Place                                            | Quai                                             | Carrefour                                        | Route                                            | Rue                                              | Square                                           | Autres                                           | Total                                            |
| ------------------------------------------------------------- | ------------------------------------------------ | ------------------------------------------------ | ------------------------------------------------ | ------------------------------------------------ | ------------------------------------------------ | ------------------------------------------------ | ------------------------------------------------ | ------------------------------------------------ | ------------------------------------------------ | ------------------------------------------------ | ------------------------------------------------ | ------------------------------------------------ | ------------------------------------------------ | ------------------------------------------------ | ------------------------------------------------ |
| 0                                                             | 0                                                | 0                                                | 0                                                | 0                                                | 1                                                | 0                                                | 0                                                | 1                                                | 0                                                | 0                                                | 0                                                | 9                                                | 0                                                | 0                                                | 11                                               |
| Notes « N »                                                   | Notes « N »                                      | Notes « N »                                      | 1. 2. 3. 4. 5. 6.                                | 1. 2. 3. 4. 5. 6.                                | 1. 2. 3. 4. 5. 6.                                | 1. 2. 3. 4. 5. 6.                                | 1. 2. 3. 4. 5. 6.                                | 1. 2. 3. 4. 5. 6.                                | 1. 2. 3. 4. 5. 6.                                | 1. 2. 3. 4. 5. 6.                                | 1. 2. 3. 4. 5. 6.                                | 1. 2. 3. 4. 5. 6.                                | 1. 2. 3. 4. 5. 6.                                | 1. 2. 3. 4. 5. 6.                                | 1. 2. 3. 4. 5. 6.                                |
| Sources : rue-ville.info & OpenStreetMap & FNACA-GAJE du Jura |                                                  |                                                  |                                                  |                                                  |                                                  |                                                  |                                                  |                                                  |                                                  |                                                  |                                                  |                                                  |                                                  |                                                  |                                                  |

### Édifices et sites
- Église Saint-Martin

## Patrimoine légendaire

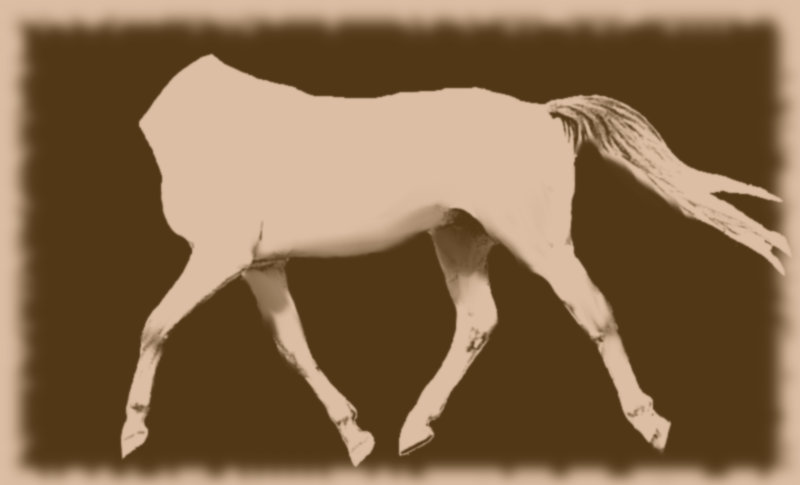
Le cheval blanc sans tête

Relans est qualifié de « village féerique ». Un dictionnaire des communes du Jura mentionne Relans comme « le pays-féerie par excellence » en 1837, et signale que « l'histoire tout entière de Relans ne se compose que de légendes ». On voyait « la trace lumineuse d'un char brillant, attelé de quatre chevaux blancs, qui, à certain jour de l'année, fend l'espace, emportant dans les airs un magnifique chasseur accompagné de sa meute aboyant à pleine voix et de ses brillants écuyers sonnant du cor ».
Un cheval sans tête habitait autrefois ce territoire. Il était blanc aussi, et paraissait s'être attribué la garde de l'entrée d'un chemin qui pénétrait dans le bois de Commenailles, car c'était toujours en cet endroit qu'on le rencontrait. Le plus souvent, il fondait au galop sur le voyageur, et le jetant sur son dos il allait le déposer au loin, soit dans les champs, soit au milieu des bois. D'autres fois il arrivait sans bruit derrière le passant, et lui posait ses pieds de devant sur les épaules. Il semblerait que ce cheval ait disparu « dans les tourmentes révolutionnaires, tourmentes qui ont emporté tant d'autres choses,. »
Outre les chevaux, Relans est réputé pour ses dames vertes qui « folâtrent sur la chaussée de l'étang de la Folie ». Un bouc noir tourne sans cesse autour de l'étang de la Gaberie avec une chandelle entre les cornes. L'agile et insaisissable poule noire est toujours visible au bord de l'étang de la Basse. Au fond de la Mare-Rouge, le son argentin de deux cloches lancées à toute volée pour annoncer l'heure de minuit à Noël se faisait entendre.

### Cartes
1. ↑  IGN, « Évolution comparée de l'occupation des sols de la commune sur cartes anciennes », sur remonterletemps.ign.fr (consulté le 15 juillet 2023).